# Enantiophoenix
Enantiofeniks (Enantiophoenix electrophyla) – kopalny ptak z grupy Euenantiornithes. Jego pozostałości odnaleziono w późnokredowych osadach (cenoman) w Libanie. Jego nazwa nawiązuje do podgromady ptaków jakiej był przedstawicielem (Enantiornithes) oraz do mitycznego feniksa.
Był to niewielki ptak dochodzący do ok. 15–20 cm długości. Jedyny znany szkielet posiada kości klatki piersiowej, element mostka oraz większą część stopy. Kończyny tylne były wyposażone w zakrzywione pazury służące zapewne do chwytania gałęzi.
Ptaka tego zakwalifikowano do Enantiornithes, dużej grupy ptaków, która dominowała w okresie kredy. Dokładniej enantiofeniks był przedstawicielem Avisauridae, prymitywnej rodzina Enantiornithes występującej w Europie, Ameryce Południowej i Ameryce Północnej oraz na Bliskim Wschodzie. Przodków rodziny upatruje się w prymitywniejszych ptakach z Dalekiego Wschodu, szczególnie Chin. Jest to rodzaj pośredni między późnokredowymi awizaurami typowymi dla Zachodniej Półkuli, ponieważ przodkowie tej grupy zostali znalezieni w Azji. Enantiophoenix jest również najstarszym ptakiem znalezionym w osadach płyty arabskiej.
Skamieniałości wskazują, że zwierzę prowadziło nadrzewny tryb życia (zakrzywione pazury służące do chwytania gałęzi drzew). Na korpusie stwierdzono ślady bursztynu: wydaje się, że ptak ten odżywiał się czasami żywicą (która po milionach lat staje się bursztynem). Stąd nazwa gatunkowa zwierzęcia, electrophyla oznacza „miłośnik bursztynu”.